# Lev Belopolski

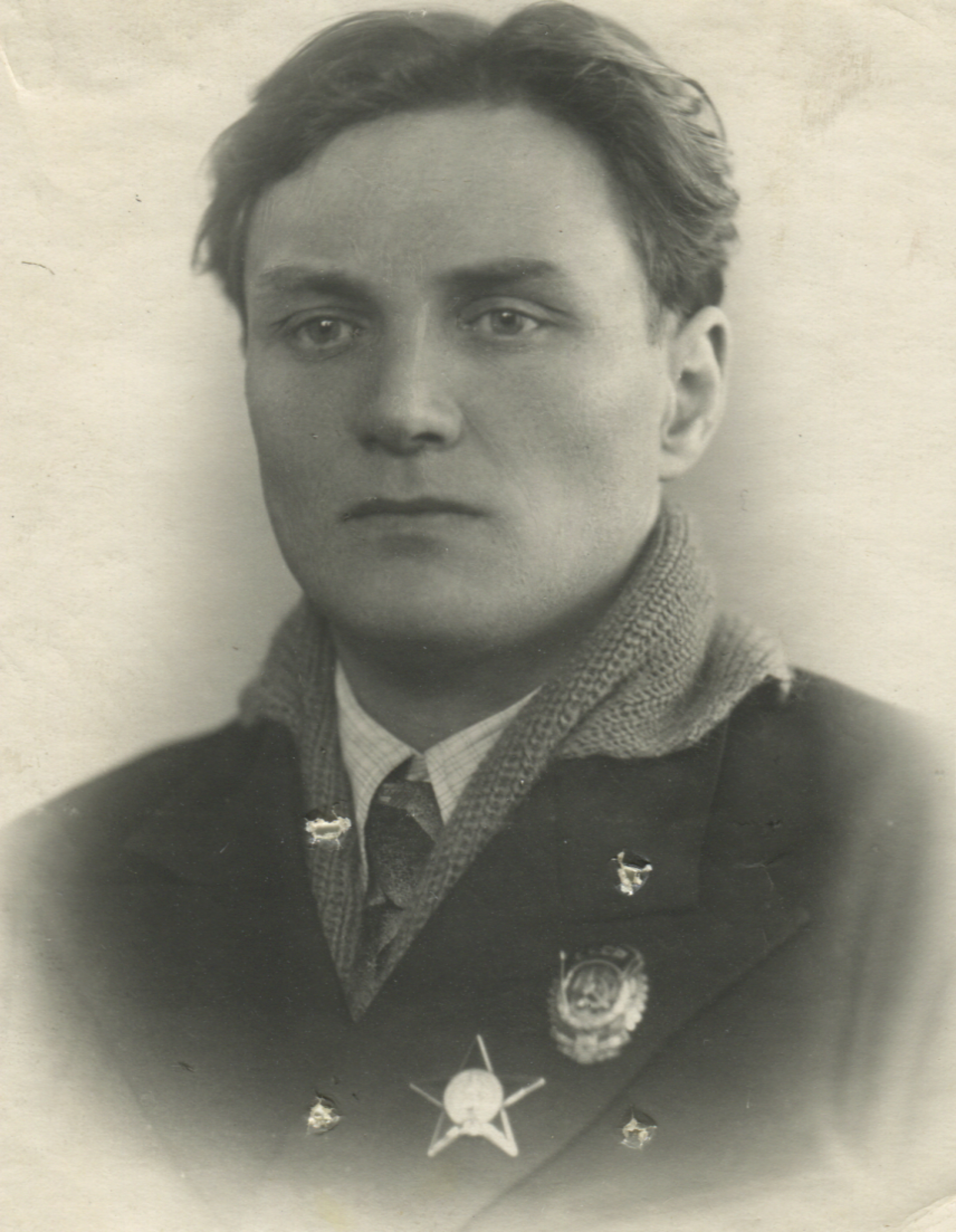
Lev Belopolski in 1941

Lev Osipovitsj Belopolski (Russisch: Лев Осипович Белопольский) (Sint-Petersburg, 21 juni 1907 - aldaar, 5 november 1990) was een Russisch bioloog.
Lev Belopolski maakte als bioloog deel uit van de sovjetexpeditie van de Tsjeljoeskin (1933-1934), een poging om van Moermansk naar Vladivostok te varen met een handelsschip. Nadat het schip in de Beringzee vast kwam te zitten in het ijs en vervolgens zonk, werd Belopolski samen met de andere bemanningsleden na twee maanden gered vanuit de lucht. De bemanning kreeg een heldenontvangst en Belopolski werd onderscheiden en werd hoofd van een zeevogelreservaat in de Barentszzee. Hij onderzocht er het gedrag van zeevogels met als doelstelling de commerciële visvangst te verbeteren. Tijdens de Tweede Wereldoorlog droeg Belopolski bij tot de bevoorrading van de bevolking van Moermansk door op grote schaal eieren van zeevogels te verzamelen. Na de oorlog hernam hij zijn onderzoek naar zeevogels, onder andere zeekoeten. Maar in 1952 viel Belopolski in ongenade. Nadat zijn broer wegens vermeende spionage was geëxecuteerd, werd ook Lev Belopolski beschuldigd, uit de communistische partij gezet en naar een goelag nabij Novosibirsk gestuurd. Na vijf jaar kwam hij vrij en werd hij gerehabiliteerd. In 1956 stichtte hij het Rybatsji vogelstation op de Koerse schoorwal in de Oostzee, op een belangrijke vogeltrekroute. Op basis van zijn eerder onderzoek schreef hij in 1957 een boek over de ecologie van de kolonies zeevogels in de Barentszzee, dat in 1961 in het Engels werd vertaald (Ecology of Sea Colony Birds of the Barentsz Sea).
- Gemeinsame Normdatei: 108989709X
- International Standard Name Identifier: 0000 0003 5815 040X
- Nederlandse Thesaurus van Auteursnamen: 252078527
- Système universitaire de documentation: 150148798
- Virtual International Authority File: 205157290
- WorldCat: E39PBJf8tb9vb8pHhkPX6PHpyd